# Alachraf Alizade
 (août 2024).
Alashraf Alizadeh (en azéri: Ələşrəf Əbdülhüseyn oğlu Əlizadə; né le 11 (24) avril 1911 à Chamakhi et mort le 22 mars 1985 à Bakou) est un docteur en géologie et minéralogie (1944), professeur (1945), académicien de l'Académie nationale d'Azerbaïdjan.

## Biographie
En 1953, Alashraf Alizadeh est diplômé de l'Institut pétrolier d'Azerbaïdjan avec distinction.
En 1944, soutient sa thèse de doctorat en sciences géologiques et minéralogiques. En 1945, il est élu membre à part entière de l'Académie nationale des sciences d'Azerbaïdjan (ANAS).

## Parcours professionnel
En 1934 A. Alizadeh commence son activité au trust Aznefterazvedka jusqu'en 1942. En 1942-1946 il occupe des postes de direction dans les structures de l'État et du Parti Communiste d'Azerbaïdjan. Il découvre de nombreux gisements de pétrole en Azerbaïdjan et reçoit le Prix d'État (1943). En 1946, il développe un marteau perforateur électrique à deux volumes et reçoit le prix d'État pour la deuxième fois.
En 1946-1948, il est le chef de l'Association Azneft.

## Travail au Turkménistan
En 1949-1950 le scientifique travaille au Turkménistan comme chef du laboratoire géologique de la branche turkmène de l'Institut azerbaïdjanais de recherche scientifique sur la production pétrolière (Nebit-Dag). Il étudie la géologie des provinces pétrolières et gazières du Turkménistan. 

## Découvertes géologiques
A. Alizadeh découvre des perspectives du pétrole mésozoïque en Azerbaïdjan. Il s’occupe également de la biostratigraphie paléogène et néogène. Il est l'auteur de plus de 400 articles scientifiques et 30 monographies.

## Mémoire
- Plaque сommémorative sur le mur de l'immeuble où habitait le savant
- La rue de Bakou porte le nom de A.Alizade